# Galderma
Galderma è un laboratorio farmaceutico globale specializzato esclusivamente nella ricerca, sviluppo e commercializzazione di soluzioni mediche in dermatologia. La casa madre è a Losanna in Svizzera ei servizi amministrativi nella Tour Europlaza nel distretto di La Défense vicino a Parigi in Francia.

## Storia
L'origine di Galderma è la creazione nel 1979 a Sophia-Antipolis del CIRD (Centro internazionale di ricerca dermatologica) dal professor Hans Schaefer sotto la guida dell'allora direttore de L'Oréal François Dalle..
Nel 1981 L'Oréal e Nestlé hanno fondato Galderma.
L'11 Nestlé ha acquisito il 50% del capitale detenuto da L'Oréal e ne è diventato l'unico azionista. Galderma costituisce quindi la base fondante di "Nestlé Skin Health SA", un'entità di nuova creazione. 
Nel 2016 l'azienda, che impiega più di 6.000 persone, è presente in più di 100 paesi attraverso 38 filiali.
Il 19 il gruppo ha annunciato la chiusura del suo polo Sophia-Antipolis con 300 partenze volontarie e 100 riclassifiche.

## Ricerca e sviluppo
I team di ricerca e sviluppo sono presenti su 5 siti dedicati :
- Princeton (New Jersey) negli Stati Uniti (sviluppo clinico).
- Tokyo in Giappone (sviluppo clinico).
- Uppsala in Svezia.
- Egerkingen in Svizzera.

## Produzione
Galderma dispone di 6 siti produttivi :
- Alby-sur-Chéran in Francia : lo stabilimento, inaugurato nel 1994, produce più di 45 milioni di unità all'anno per 70 paesi nel mondo. Nello stesso sito, l'unità di sviluppo industriale assicura il collegamento tra ricerca e produzione.
- Egerkingen in Svizzera : lo stabilimento produce 30 milioni di unità all'anno per 48 paesi in tutto il mondo. La chiusura dell'unità produttiva è stata annunciata a fine agosto 2017[8].
- Montréal in Canada : lo stabilimento, inaugurato nel 2000 per soddisfare la crescente domanda degli Stati Uniti e dotato delle tecnologie più avanzate, produce oltre 100 milioni di unità all'anno.
- Hortolândia (San Paolo) in Brasile : lo stabilimento, inaugurato nel 2005, produce più di 8 milioni di unità all'anno.
- Uppsala in Svezia, lo stabilimento, inaugurato nel 1996, è specializzato in trattamenti estetici e correttivi.
- Soest (Germania) in Germania : la fabbrica produce 45 milioni di unità all'anno per 20 paesi nel mondo.

## Marche
I marchi più importanti :
- Azzalure
- Benzac
- Cetaphil
- Daylong
- Differin
- Dysport
- Epiduo
- Excipial
- Loceryl
- Metvix
- Mirvaso
- Oracea
- Qilib
- Restylane
- Soolantra
- Tri-Luma